# Agathosma namaquensis
Agathosma namaquensis är en vinruteväxtart som beskrevs av Neville Stuart Pillans. Agathosma namaquensis ingår i släktet Agathosma och familjen vinruteväxter. Inga underarter finns listade i Catalogue of Life.